# بريجيت كارلسن هاغن
بريجيت كارلسن هاغن (19 أبريل 1994 في النرويج - ) هي لاعبة كرة يد النرويج. لعبت مع Silkeborg-Voel KFUM ‏.

## وصلات خارجية
- بريجيت كارلسن هاغن على موقع الاتحاد الأوروبي لكرة اليد (الإنجليزية)
- بريجيت كارلسن هاغن على موقع الاتحاد النرويجي لكرة اليد (النرويجية)